# Palos de la Frontera (metrostation)
Palos de la Frontera is een metrostation in het stadsdeel Arganzuela van de Spaanse hoofdstad Madrid. Het station werd geopend op 26 maart 1949 en wordt bediend door lijn 3 van de metro van Madrid.